# Cyberpunk Nhật Bản
Cyberpunk Nhật Bản đề cập đến những cyberpunk viễn tưởng được sản xuất tại Nhật Bản. Có hai tiểu thể loại dễ nhận thấy của cyberpunk Nhật Bản: phim điện ảnh người đóng cyberpunk, và các tác phẩm manga và anime cyberpunk.
Điện ảnh cyberpunk Nhật Bản đề cập đến một thể loại phim underground được sản xuất tại Nhật Bản bắt đầu từ những năm 1980. Nó mang một số điểm tương đồng với cyberpunk 'cuộc sống bần hàn công nghệ cao' theo cách hiểu của phương Tây, tuy nhiên vẫn có khác biệt ở sự miêu tả của hình tượng kỹ nghệ và kim loại và một kịch bản không thể hiểu được. Nguồn gốc của thể loại này có thể được bắt nguồn từ bộ phim Burst City năm 1982, trước khi thể loại này được định nghĩa chủ yếu bởi bộ phim năm 1989 Tetsuo: The Iron Man. Nó bắt nguồn từ tiểu văn hóa punk Nhật Bản phát sinh từ nền âm nhạc punk Nhật Bản vào những năm 1970, với những bộ phim điện ảnh punk của Ishii Sogo vào cuối những năm 1970 đến đầu những năm 1980 giới thiệu tiểu văn hóa này cho điện ảnh Nhật Bản và mở đường cho cyberpunk Nhật Bản.
Cyberpunk Nhật Bản cũng đề cập đến một tiểu thể loại manga và anime vận hành với những chủ đề của cyberpunk. Anime và manga cyberpunk đã có ảnh hưởng đến văn hóa đại chúng toàn cầu, truyền cảm hứng cho nhiều tác phẩm hoạt hình, truyện tranh, phim, âm nhạc, truyền hình và trò chơi video.

## Phim điện ảnh cyberpunk Nhật Bản

### Phong cách
Cyberpunk Nhật Bản thường bao gồm các nhân vật, đặc biệt là nhân vật trung tâm, trải qua những biến đổi quái dị, khó hiểu trong một bối cảnh công nghiệp. Nhiều bộ phim trong số này có những cảnh rơi vào thể loại phim đề tài thí nghiệm; chúng thường mắc míu vào các chuỗi hoàn toàn trừu tượng hoặc trực quan có thể có hoặc không liên quan gì đến các nhân vật và cốt truyện. Các chủ đề thường thấy bao gồm: đột biến, công nghệ, phi nhân hóa, sự đàn áp và lệch lạc tình dục.

### Tiền thân
Trái ngược với cyberpunk phương Tây có nguồn gốc từ trào lưu văn học Làn sóng mới, cyberpunk Nhật Bản có nguồn gốc từ văn hóa nhạc underground, đặc biệt là tiểu văn hóa punk Nhật Bản phát sinh từ nền âm nhạc punk Nhật Bản vào những năm 1970. Nhà làm phim Ishii Sogo đã giới thiệu tiểu văn hóa này cho điện ảnh Nhật Bản với các bộ phim điện ảnh punk Koko Dai Panikku (1978) và Kuruizaki Sandā Rōdo (1980), thể hiện bản chất nổi loạn và vô chính phủ có liên đới với punk, và tiếp tục trở nên có tầm ảnh hưởng lớn trong giới phim underground. Kuruizaki Sandā Rōdo nói riêng là một phim tổ lái có ảnh hưởng, với hiệu quả mỹ học của băng đảng tổ lái đã mở đường cho Akira của Otomo Katsuhiro. Bộ phim tiếp theo của Ishii là Shuffle (1981), một bộ phim ngắn không chính thức chuyển thể từ manga liên hoàn của Otomo.
Bộ phim có ảnh hưởng nhất của Ishii là Burst City (1982). Kể từ khi phát hành, nó đã có tác động mạnh mẽ đến nền phim underground của Nhật Bản. Phim có sự tham gia của Izumiya Shigeru, người sẽ, bốn năm sau, tiếp tục chỉ đạo bộ phim cyberpunk của riêng mình, Death Powder, vào năm 1986. The Phantom of Regular Size, một đoạn phim ngắn năm 1986 của Tsukamoto Shinya, là tiền thân của Tetsuo: The Iron Man (1989). Tsukamoto sau đó đã mở rộng The Phantom of Regular Size thành một bộ phim dài ba năm sau đó, vào năm 1989.

### Phim cốt lõi
Một số phim định nghĩa trong thể loại này bao gồm:
- Death Powder (1986)
- Akira (1988)
- Tetsuo: The Iron Man (1989)
- 964 Pinocchio (1991)
- Tetsuo II: Body Hammer (1992)
- Rubber's Lover (1996)

### Phim phụ
Các bộ phim liên quan bao gồm:
- Guinea Pig 5: Android of Notre Dame (1988)
- Anatomia Extinction (1995)
- I.K.U. (2001)
- Electric Dragon 80.000 V (2001)
- Hellevator: The Bottled Fools (2004)
- Tsuburo no gara (2004)
- Meatball Machine (2005)
- Tōkyō Zankoku Keisatsu (2008)

### Ảnh hưởng từ phương Tây
- Eraserhead (1977)[6]
- Blade Runner (1982)[12]
- Videodrome (1983)

### Những bộ phim phương Tây lấy cảm hứng từ cyberpunk Nhật Bản
- Dandy Dust (1998)
- Ultra-Toxic (2005)
- Zoetrope (1999)
- Automatons (2006)
- Hikikomori: Tokyo Plastic (2004)
- Flesh Computer (2014)
- Computer Hearts (2015) (với trích dẫn trực tiếp từ Tetsuo: The Iron Man)
- Difficulty Breathing (2017)

## Manga và anime cyberpunk
Chủ đề Cyberpunk được hiển thị rộng rãi trong anime và manga. Tại Nhật Bản, nơi văn hóa cosplay phổ biến và không chỉ có thanh thiếu niên mới thể hiện phong cách thời trang như vậy, ngay cả cyberpunk cũng được chấp nhận và tầm ảnh hưởng của nó lan truyền rộng rãi. Tác phẩm Neuromancer của William Gibson, tầm ảnh hưởng của nó thống trị phong trào cyberpunk thời kỳ đầu, cũng lấy bối cảnh tại Chiba, một trong những khu công nghiệp lớn nhất của Nhật Bản.

Anime và manga cyberpunk vạch ra một viễn cảnh tương lai có các yếu tố tương đồng với khoa học viễn tưởng phương Tây và do đó đã nhận được sự hoanh nghênh rộng rãi của cộng đồng quốc tế bên ngoài Nhật Bản. "Việc khái niệm hóa liên quan đến cyberpunk sẽ ngày càng tiến lên phía trước, nhìn vào văn hóa toàn cầu mới. Đó là một nền văn hóa không tồn tại ngay lúc này, vì vậy khái niệm của Nhật Bản về tương lai cyberpunk, dường như có giá trị như phương Tây, đặc biệt là khi cyberpunk phương Tây thường kết hợp nhiều yếu tố Nhật Bản." William Gibson hiện là khách du lịch thường xuyên đến Nhật Bản và ông nhận thấy rằng nhiều ảo mộng của ông về Nhật Bản đã trở thành hiện thực: 
 Nhật Bản hiện đại chỉ đơn giản là cyberpunk. Người Nhật biết điều đó và thích thú với nó. Tôi nhớ cái nhìn thoáng qua đầu tiên của tôi về Shibuya, khi một trong những nhà báo trẻ ở Tokyo đưa tôi đến đó, khuôn mặt anh ta tràn ngập ánh sáng như mặt trời của phương tiện thông tin truyền thông—tất cả đều cao ngất trời, tràn ngập những tin tức thương mại—nói, "Bạn thấy sao? Đó là thị trấn Blade Runner." Và nó đã đúng. Rõ ràng là như vậy.

### Danh sách manga và anime cyberpunk
- Akira (1982–1990)
  - Manga (1982–1990)
  - Anime điện ảnh (1988)
- Appleseed (1985)
- Megazone 23 (1985)
- Bubblegum Crisis (1987)
- Goku Midnight Eye (1987)
- Neo Tokyo (1987)
- Angel Cop (1989)
- Ghost in the Shell (1989)
- A.D. Police: Dead End City (1989)
- Battle Angel Alita (1990)
- Cyber City Oedo 808 (1990)
- Genocyber (1993)
- Armitage III (1995)
- Neon Genesis Evangelion (1995)
- Kōji Morimoto (1996)
- Cowboy Bebop (1997)
- Blame! (1998)
- Serial Experiments Lain (1998)
- Texhnolyze (2003)
- Ergo Proxy (2006)
- Paprika (2006)[16]
- Psycho-Pass (2012)

### Ảnh hưởng
Akira (manga 1982) và bộ anime điện ảnh chuyển thể năm 1988 của nó đã ảnh hưởng đến nhiều tác phẩm trong hoạt hình, truyện tranh, phim, âm nhạc, truyền hình và trò chơi video. Akira đã được trích dẫn là một nguồn ảnh hưởng chủ yếu đến các bộ phim Hollywood như Ma trận, Dark City, Sức mạnh vô hình, Looper, Nhãn lực siêu nhiên, và Inception, chương trình truyền hình như Cậu bé mất tích, và các trò chơi video như Snatcher và Metal Gear Solid của Kojima Hideo, loạt trò chơi Half-Life của Valve và Remember Me của Dontnod Entertainment. John Gaeta đã trích dẫn Akira là nguồn cảm hứng nghệ thuật cho hiệu ứng viên đạn thời gian trong các bộ phim Ma Trận. Akira cũng đã được ghi nhận có ảnh hưởng đến nhượng quyền thương mại Star Wars, bao gồm bộ ba phim tiền truyện và loạt phim điện ảnh và chương trình truyền hình Clone Wars. Akira cũng đã ảnh hưởng đến tác phẩm của các nhạc sĩ như Kanye West, người đã tỏ lòng tôn kính với Akira trong video âm nhạc "Stronger", và Lupe Fiasco, với album Tetsuo & Youth được đặt theo tên của Shima Tetsuo. Chiếc xe máy nổi tiếng từ bộ phim, xe máy của Kaneda, xuất hiện trong bộ phim Ready Player One: Đấu trường ảo của Steven Spielberg, và trò chơi điện tử Cyberpunk 2077 của CD Projekt. Deus Ex: Mankind Divided của Eidos Montréal cũng tỏ lòng thầm kính bằng poster của bộ phim xuất hiện trong trò chơi.

Sự biểu diễn cơn mưa chữ số, tương tự như hình ảnh được sử dụng trong Ghost in the Shell và sau này là Ma trận.

Ghost in the Shell (1989) ảnh hưởng đến một số nhà làm phim nổi tiếng. The Wachowskis, người tạo ra Ma trận (1999) và các phần tiếp theo của nó, đã chiếu anime điện ảnh chuyển thể năm 1995 của Ghost in the Shell cho nhà sản xuất Joel Silver, nói: "Chúng tôi muốn làm điều đó thật sự." Loạt phim Ma trận lấy một số khái niệm từ bộ phim, chẳng hạn như cơn mưa chữ số, được lấy cảm hứng từ đoạn mở đầu của Ghost in the Shell, và cách các nhân vật tiếp cận vào Ma trận qua các lỗ cắm sau gáy. Những điểm tương đồng khác đã được đưa vào cho Avatar của James Cameron, Trí tuệ nhân tạo AI của Steven Spielberg và Surrogates của Jonathan Mostow; Cameron đã trích dẫn Ghost in the Shell như một ảnh hưởng đến bộ phim Avatar. Ghost in the Shell cũng ảnh hưởng đến các trò chơi video như loạt trò chơi Metal Gear Solid, Deus Ex, Oni, và Cyberpunk 2077.
Phim OVA Megazone 23 (1985), với khái niệm về một thực tế mô phỏng, có một số điểm tương đồng với Ma Trận, Dark City và Existenz. Battle Angel Alita (1990) đã có một ảnh hưởng đáng chú ý đối với nhà làm phim James Cameron, người đã lên kế hoạch chuyển thể nó thành phim điện ảnh từ năm 2000. Đó là một ảnh hưởng đến bộ phim truyền hình Dark Angel của ông, và ông còn là nhà sản xuất của bộ phim chuyển thể 2018 Alita: Battle Angel. Họa sĩ truyện tranh André Lima Araújo đã trích dẫn manga và anime cyberpunk như Akira, Ghost in the Shell, Evangelion và Cowboy Bebop là một ảnh hưởng lớn đến tác phẩm của ông, bao gồm các truyện tranh của Marvel như Age of Ultron, Avengers AI, Spider-Verse và The Inhumans.